# Murales del Sole e della Luna
I Murales del Sole e della Luna sono due murales di piastrelle di ceramica disegnati dall'artista catalano Joan Miró e Josep Llorens i Artigas, eseguiti dopo la proposta 1955 per la sede dell'UNESCO a Parigi. Originariamente installati sulla Place de Fontenoy, furono poi spostati all'interno dell'edificio per proteggerli dalle intemperie e dalle piogge acide.
Sono siglati "Miró / ARTIGAS", quello del Sole in basso a sinistra e quello della Luna in basso a destra.